# Ugo di Balma
Ugo di Balma o di Dorche ((FR)  Hughes de Balma; Vieu-d'Izenave, XIII secolo – 1305) è stato un monaco cristiano, teologo e mistico francese noto per essere l'autore del manoscritto Viae Sion lugent ed altri testi a lui attribuiti.

## Biografia
Era originario dell'est della Francia (Balmey, oggi Vieu-d'Izenave, dipartimento dell'Ain), appartenente all'antica famiglia dei Balmey e Dorche, entrò nel monastero certosino di Meyriat in Bresse, fondata nel 1116 dall'avo Ponze de Balmey, divenendone priore negli anni 1293-1295 e 1303-1305, morendo probabilmente in quell'ultimo anno.

## Opere
Fu autore di un'opera intitolata Theologia mystica o De triplici via, o anche Viae Sion lugent, dal suo incipit. Essa è assegnabile al periodo 1289-1297 grazie a riferimenti interni al testo. Con lo scopo di esporre la teologia mistica dello pseudo-Dionigi Areopagita, per lui, non si riferisce all'insegnamento umano. Egli ritiene che «questa sapienza, che chiamiamo teologia mistica, esposta dall'apostolo Paolo, scritta dal suo discepolo, il beato Dionigi Areopagita, si identifica con il desiderio di Dio mediante l'amore». Ugo scrive che «l'uomo non può insegnare questa suprema saggezza. […] Lo riceve immediatamente da Dio, soprattutto dall'intelletto, attraverso il sentimento dell'amore». La saggezza a cui si riferisce la teologia mistica è quindi, per Ugo, al di sopra dell'intelligenza umana, e il suo possesso implica un abbandono della saggezza umana.
Sebbene la maggior parte delle copie manoscritte medievali della Viae Sion lugent che indicano un autore la attribuissero a Hugues de Balma, una copia realizzata nel 1495 a Strasburgo la attribuiva al francescano Bonaventura da Bagnoregio. Tuttavia, il copista di questo manoscritto ha lasciato dei passaggi che attestano che il suo autore era certosino. Sulla base di questo manoscritto, l'edizione dell'opera completa di Bonaventura realizzata a Roma tra il 1588 e il 1596 comprendeva il trattato con il titolo De tripici via. La firma certosina del testo fu modificata in modo che potesse riferirsi ad un francescano. In seguito la Viae Sion lugent verrà regolarmente pubblicata tra le opere di Bonaventura, a Magonza nel 1609, a Venezia nel 1611, a Lione tra il 1647 e il 1668), a Venezia nel 1754 e per l'ultima volta a Parigi nell'edizione Vivès, pubblicata tra il 1864 e il 1871.
Nel 1534, una versione riveduta della Viae Sion lugent fu copiata a Colonia tra gli scritti di Dionigi il Certosino dove fu attribuita a un “Hugues il Certosino” (Hugonis Carthusianis). Nello stesso periodo si diffuse la grafia “Hugonis de Palma”, già trovata presso Vincent d'Aggsbach. Versioni del trattato anche rielaborate furono pubblicate sotto il nome di Hugonis de Palma e con il titolo Theologia mystica, in particolare questa di Amsterdam del 1647 che ebbe ampia diffusione.
Nel XVII secolo, quando ci furono dubbi sull'identità dell'autore della Viae Sion Lugent, il gesuita Théophile Raynaud affermò che era stata scritta da Jean Gerson. Dal XVII secolo troviamo anche attribuzioni a Henri de Baume o Ugo di Digne.